# Kwa
Kwa, skupni naziv plemenima i jezicima zapadnosudanske porodice raširenu uz južnu obalu Obale Slonovače, Gane, Togoa i Benina, te na jugozapadnom uglu Nigerije. Kwa narodi kojih ima oko 20,000,000 govornika služe se s nekoliko desetaka jezika i podijeljeni su po brojnim plemenima i narodima, od kojih su glavni Anyi i Baule u Obali Slonovače; narodi Akan (Ašanti, Fante i Brong) i Guang u Gani; i Gbe (Ewe, Fon i Anlo) u jugoistočnoj Gani, Togou i Beninu.